# Fabian Boll
Fabian Boll (* 16. Juni 1979 in Bad Bramstedt) ist ein ehemaliger deutscher Fußballspieler und jetziger Fußballtrainer. 

## Karriere
Boll spielte in der Jugend für die Bramstedter TS, den Itzehoer SV, den Hamburger SV und ab 1997 wieder für den Itzehoer SV, bei dem er auch seine ersten Spiele im Seniorenbereich bestritt. Insgesamt kam Boll für den Itzehoer SV in 54 Spielen der Oberliga Nord, Gruppe Hamburg/Schleswig-Holstein zum Einsatz. Danach folgten zwei weitere Stationen in der Oberliga Nord. Zuerst der TSV Lägerdorf, der am Ende der Saison 2000/01 auf dem fünfzehnten Rang in der Oberliga landete und später der 1. SC Norderstedt, mit dem Boll in der Saison 2001/02 einen guten dritten Platz hinter den Zweitvertretungen des HSV und des FC St. Pauli belegte.
Seit 2002 stand der Mittelfeldspieler beim FC St. Pauli unter Vertrag und kam zunächst in der Oberliga Nord für die zweite Mannschaft des Vereins zum Einsatz. Ab der Saison 2003/04 spielte Boll schließlich regelmäßig für die erste Mannschaft in der Regionalliga Nord. Mit dem Team vom Millerntor stieg Boll in der Saison 2006/07 zunächst in die 2. Bundesliga und in der Saison 2009/10 in die 1. Bundesliga auf. Am 1. Spieltag der Saison 2010/11 bestritt er gegen den SC Freiburg seinen ersten Bundesligaeinsatz und erzielte dabei sein Premierentor im Oberhaus. Einen prestigeträchtigen Treffer erzielte Boll dann am 4. Spieltag mit der 1:0-Führung im Hamburger Stadtderby am Millerntor gegen den Hamburger SV (Endstand 1:1).
Am 16. Februar 2014 kündigte Fabian Boll an, seine aktive Profikarriere zum Ende der Saison 2013/14 zu beenden. Am 11. Mai 2014 verabschiedete der FC St. Pauli ihn beim letzten Heimspiel. Er ließ dann seine Spielerkarriere in der zweiten Mannschaft des FC St. Pauli in der Regionalliga Nord ausklingen und fungierte zugleich als Co-Trainer.
Am 13. Februar 2018 schloss sich Boll dem Oberligisten SC Condor Hamburg als Co-Trainer an. Am 4. Januar 2019 gab der Hamburger Oberligist SC Victoria Hamburg die Verpflichtung eines Trainer-Dreigespanns bekannt, was aus Fabian Boll, Marius Ebbers und Benjamin Kruk besteht.
Von der Saison 2019/20 bis zum Ende der Saison 2021/22 war Boll Co-Trainer beim Zweitligisten Holstein Kiel.

## Privates
In seiner Jugend spielte Boll in Schleswig-Holstein auch Faustball, er vertrat dort die Bramstedter TS und war auch Jugendnationalspieler.
Boll ist verheiratet, hat eine Tochter und einen Sohn und arbeitet Vollzeit als Kriminalhauptkommissar bei der Hamburger Polizei. Er engagiert sich im Weißen Ring. Im Oktober 2012 erschien unter dem Titel Fabian Boll – Das Herz von St. Pauli eine Biografie über den Fußballer.
Als „Museums-Pate der Mannschaft“ unterstützt Boll (neben Benedikt Pliquett) seit Eröffnung der Saison 2013/14 den Aufbau eines FC St. Pauli-Museums in der Gegengerade des Millerntor-Stadions.
Am 22. Juni 2014 spielte Boll erstmals im Team der Hamburg Allstars im Rahmen des seit 2008 jährlich im Stadion Hoheluft in Hamburg stattfindenden Benefiz-Spiels Kicken mit Herz gegen die Ärztemannschaft des UKE, die Placebo Kickers Hamburg, deren Mitgliederversammlung am 27. November 2021 Boll zum ordentlichen Ehrenmitglied ernannt hat.
Boll ist Mitglied des FC Schalke 04.